# Christopher G. Atkeson
Christopher Granger Atkeson (né en 1959) est un roboticien américain, professeur au Robotics Institute (institut de robotique) et au Human-Computer Interaction Institute (institut d'interaction homme-machine) de l'Université Carnegie-Mellon. Atkeson est connu pour son travail sur les robots humanoïdes et l'apprentissage machine, et plus particulièrement sur l'apprentissage localement pondéré.

## Source
- (en) Cet article est partiellement ou en totalité issu de l’article de Wikipédia en anglais intitulé « Christopher G. Atkeson » (voir la liste des auteurs).